# Killzone: Shadow Fall
Killzone: Shadow Fall is een computerspel van Guerrilla Games voor de PlayStation 4. Het is de zesde game in de Killzone-serie en de vierde voor de spelcomputers.

## Verhaal
Killzone: Shadow Fall begint 30 jaar na waar Killzone 3 is geëindigd. Het leven op de thuisplaneet van de Helghast, Helghan is achtergelaten in de ruïnes die veroorzaakt zijn door de oorlog. De Interplanetary Strategic Alliance (ISA) staat toe dat de vluchtelingen van Helghan zich mogen vestigen op de planeet Vekta (thuisbasis van de ISA). De facties van de Helghan en Vekta leven samen in een stad die is gescheiden door een gigantische muur. De Helghast vechten voor hun recht om te bestaan, terwijl de Vektans vechten om te overleven.

## Ontwikkeling
De game werd aangekondigd op de PlayStation Meeting van februari 2013, en werd tegelijk met de PlayStation 4 gelanceerd.